# Ypthima loryma
Ypthima loryma är en fjärilsart som beskrevs av William Chapman Hewitson 1864. Ypthima loryma ingår i släktet Ypthima och familjen praktfjärilar. Inga underarter finns listade i Catalogue of Life.